# Coronel Pilar
Coronel Pilar egy község (município) Brazíliában, Rio Grande do Sul államban, a Gaúcho-hegység területén. 2022-ben becsült népessége 1607 fő volt.

## Története
1877-ben érkeztek az első olasz bevándorlók Cremona, Bergamo, Milánó, Vicenza és Trento tartományokból. A helyet kezdetben Sessanta (hatvanas) néven ismerték, mivel a Linha Figueira de Mello déli körzetének 60-as számú telkén feküdt, de nevezték São Lourenço de Villas Boasnak is védőszentje, Szent Lőrinc mártír után. Az első kápolna megépítésében és berendezésében nagy szerepet vállalt Francesco Baruffi, az elsőként érkezett családok egyikének tagja, akit az olasz kormány kitüntetett az olasz egyesítés harcaiban való részvételéért. A bevándorlók kezdetben önellátó gazdálkodást folytattak, majd megjelent a kézművesipar és a kereskedelmi mezőgazdaság. A gyarmati övezet egyik legfontosabb terméke ebben az időszakban a sertészsír volt, amelyet a hazai piac ellátása mellett Európába is exportáltak. A sertéstenyésztést a zsír előállítása érdekében összekapcsolták a kukoricatermesztéssel. A terményeket öszvéren szállították Montenegróba, majd onnan tovább Porto Alegrebe.
1900-ban Floriano Peixoto néven Garibaldi kerületévé nyilvánították. 1908-ban iskolai oktatás kezdődött (bár az első iskolaépület csak 1937-ben nyílt meg). A hely még az 1930-as években is igen elmaradott volt, csak a bozótosban vágott ösvényeken lehetett megközelíteni. Luís Simonággio plébános szorgalmazására utakat építettek, és árpát kezdtek termeszteni, amelyet a Porto Alegrei sörfőzdéknek adtak el. 1944-ben a kerületet átnevezték Coronel Pilar névre, Fabrício Pilar republikánus ezredes tiszteletére, aki az 1892–94-es föderalista forradalomban a föderalisták ellen harcolt, és 1894-ben hősi halált halt. Ugyanebben az évben letették az új templom alapkövét, és 1959-re készült el az impozáns, gótikus stílusú plébániatemplom. 1977-ben nyílt meg az állami iskola, 2001-ben pedig középfokú oktatás is indult. A kerület 1996-ban vált ki Garibaldi és Roca Sales községekből, és 2001-ben önálló községgé alakult.

## Leírása
Székhelye Coronel Pilar, további kerületei nincsenek. A Gaúcho-hegység területén van, a községközpont 520 méter magasságban, Porto Alegretől 132, Bento Gonçalvestől 36 kilométerre fekszik. Agrárközség, a lakosság 90%-a vidéken lakik, fő foglalatosság a baromfitenyésztés (2013-ban több, mint 5,8 millió példány), sertéstenyésztés, szőlőtermesztés (2014-ben mintegy 18 millió kilogramm), főként kis vidéki birtokokon. Ezek mellett kukoricát, burgonyát, hagymát, citrusféléket és másokat is termesztenek; a fekvés és a talaj termékenysége kedvez a különböző kultúráknak.